# کراسنی وستوک (شهرستان آئورگازینسکی، باشقیرستان)
کراسنی وستوک (به لاتین: Krasny Vostok) یک منطقهٔ مسکونی در روسیه است که در باشقیرستان واقع شده‌است.